# Canon EOS

Logo

Canon EOS (Electronic and Optical System) je systém zrcadlovek a od června 2012 také bezzrcadlovek s automatickým zaostřováním a elektronicky ovládanou clonou, objektivy mají bajonet Canon EF, Canon EF-S nebo Canon EF-M. Tento systém představila firma Canon v roce 1987 a postupně zcela nahradil v její produkci zrcadlovky s ručním ostřením a objektivy s bajonetem Canon FD.

## Kinofilmové zrcadlovky (SLR)
profesionální segment
- EOS 1, Q4 1989 – Q3 1994
- EOS 1N, Q4 1994 – Q1 2000
- EOS 1V, Q2 2000 – Q4 2012

poloprofesionální segment
- EOS 10/EOS-10S, Q1 1990 – Q3 1992
- EOS 5 (A2e/A2), Q4 1992 – Q3 1998
- EOS 3, Q4 1998 – Q1 2007

segment pokročilých amatérů

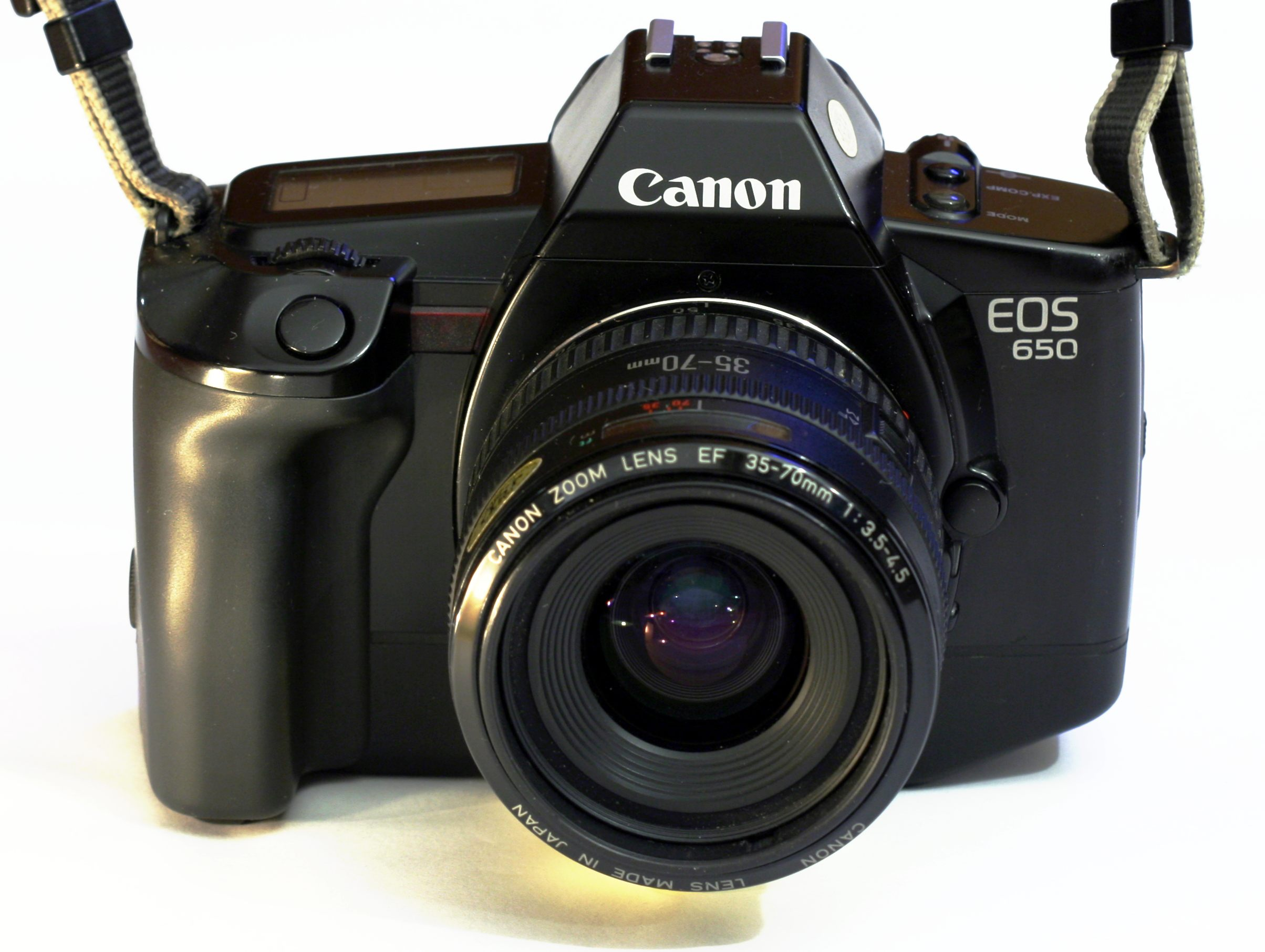
Canon EOS 650 – první fotoaparát se systémem EOS (1987)

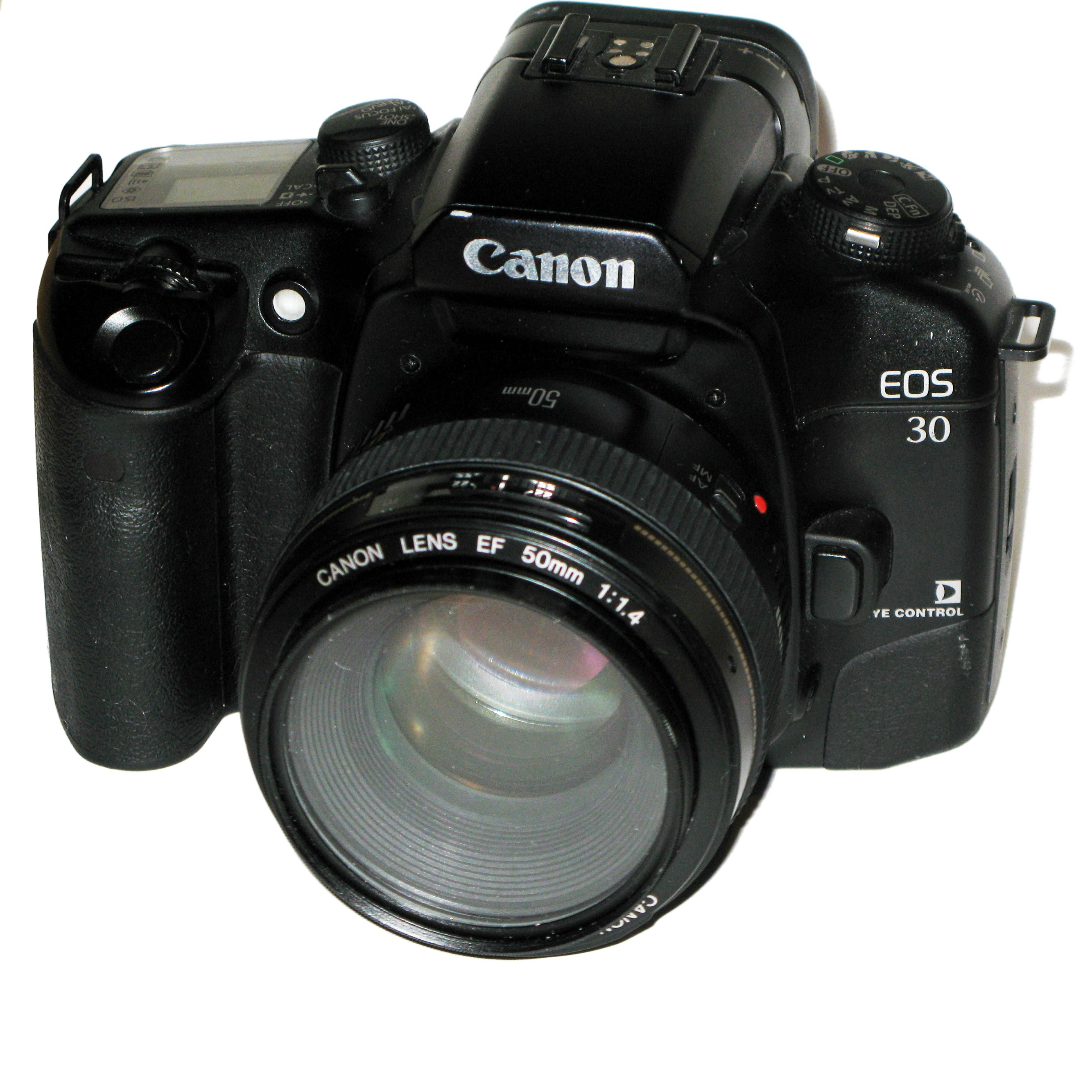
Canon EOS 30

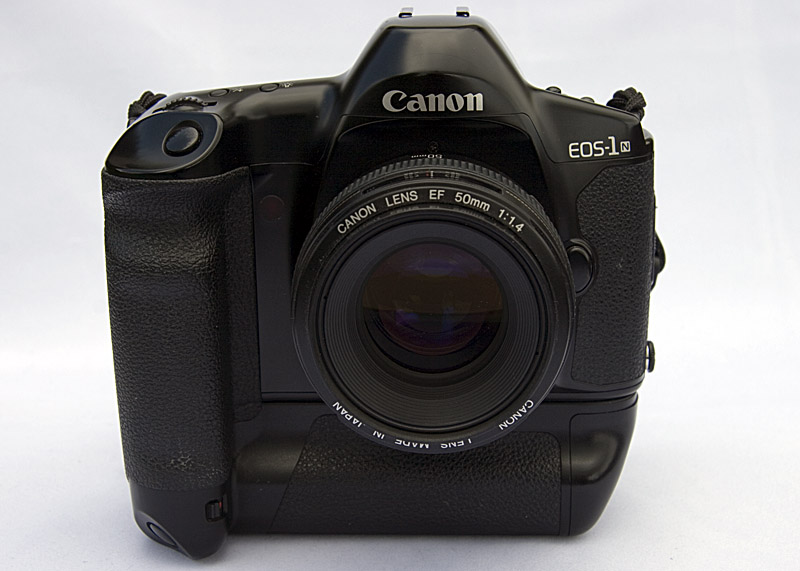
Canon EOS 1 N

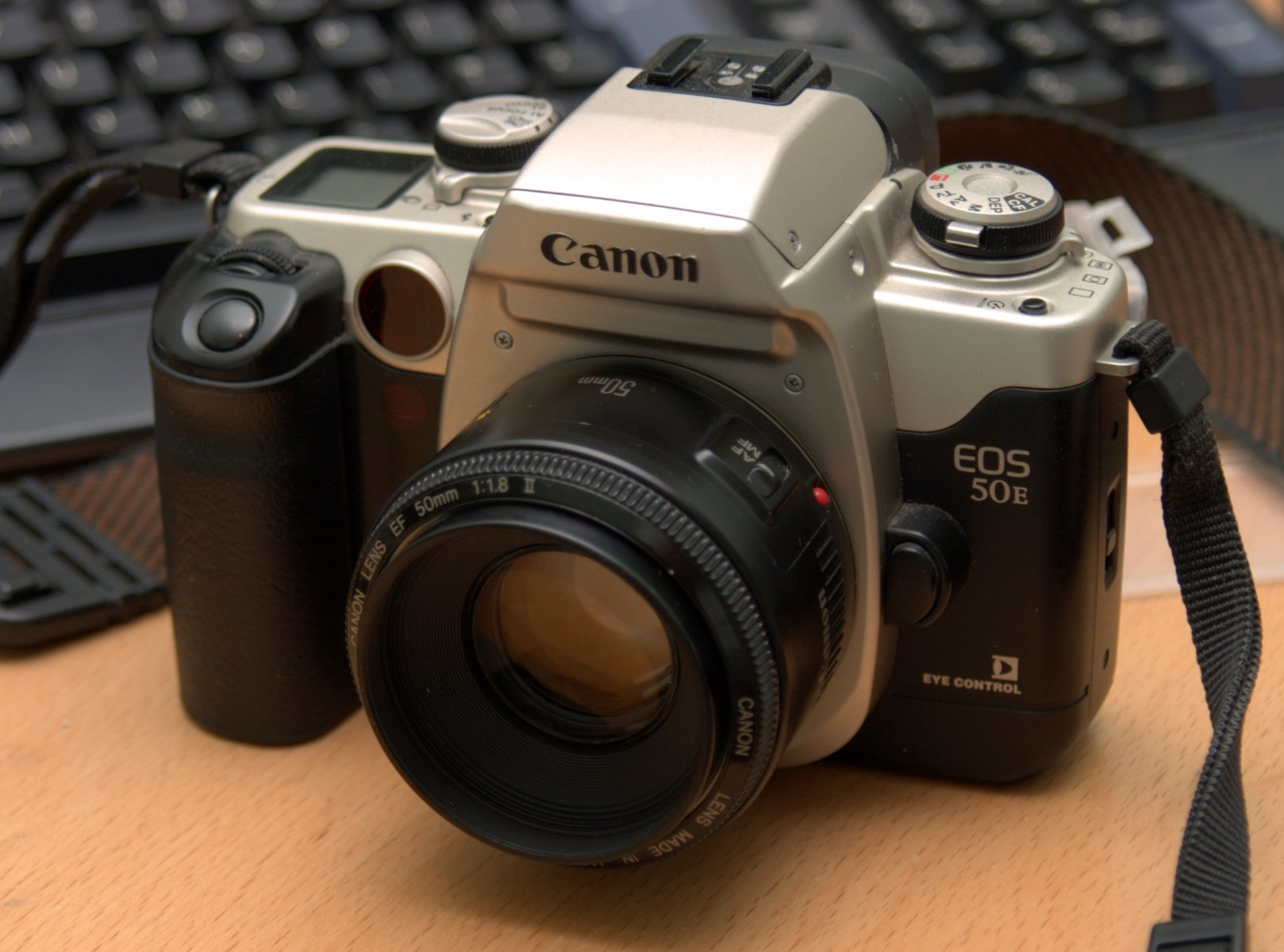
Canon EOS 50E

- EOS 650/EOS-620/EOS-630, Q1 1987 – Q2 1991
- EOS 100 (Elan), Q3 1991 – Q2 1995
- EOS 50e/50/55 (Elan IIe/II), Q3 1995 – Q3 2000
- EOS 30/33 (Elan 7e/7), Q4 2000 – Q2 2004
- EOS 30V/33V (Elan 7Ne/7N/7s), Q3 2004 – Q3 2007

uživatelský segment
- EOS 750/700/850, Q4 1988 – Q3 1990
- EOS 1000/1000F (Rebel S), Q4 1990 – Q1 1992
- EOS 1000FN/1000S (Rebel S II), Q2 1992 – Q4 1993
- EOS 500 (Rebel XS/Kiss), Q1 1994 – Q4 1996
- EOS 500N (Rebel G/New Kiss), Q1 1997 – Q3 1999
- EOS 300 (Rebel 2000/Kiss III), Q4 1999 – Q4 2002
- EOS 300V (Rebel Ti/Kiss 5), Q1 2003 – Q3 2004
- EOS 300X (Rebel T2/Kiss 7), Q4 2004 – Q4 2007

nejnižší/vstupní segment
- EOS 5000/888, Q1 1995 – Q4 1998
- EOS 3000/88, Q1 1999 – Q4 2001
- EOS 3000N/Rebel XS N/66, Q1 2002 – Q2 2003
- EOS 3000V/Rebel K2/Kiss Lite, Q3 2003 – Q2 2007

Poznámka: Modely řazeny podle segmentů trhu; modely doplněny o období výroby s přesností na kvartály (Q1 až Q4)

## Digitální zrcadlovky (DSLR)
profesionální segment, full-frame
- EOS 1Ds, Q4 2002 – Q2 2004

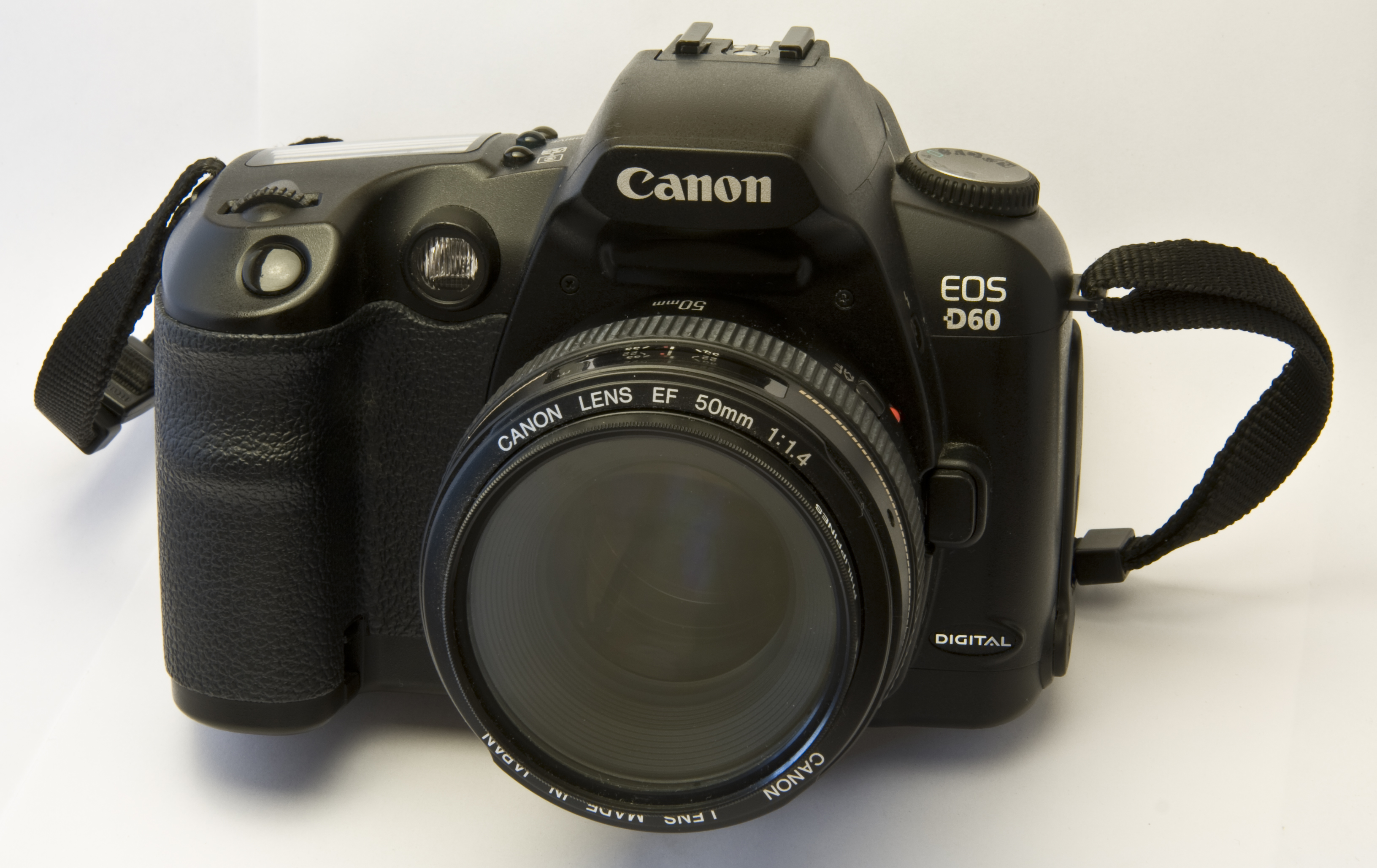
Canon EOS D60

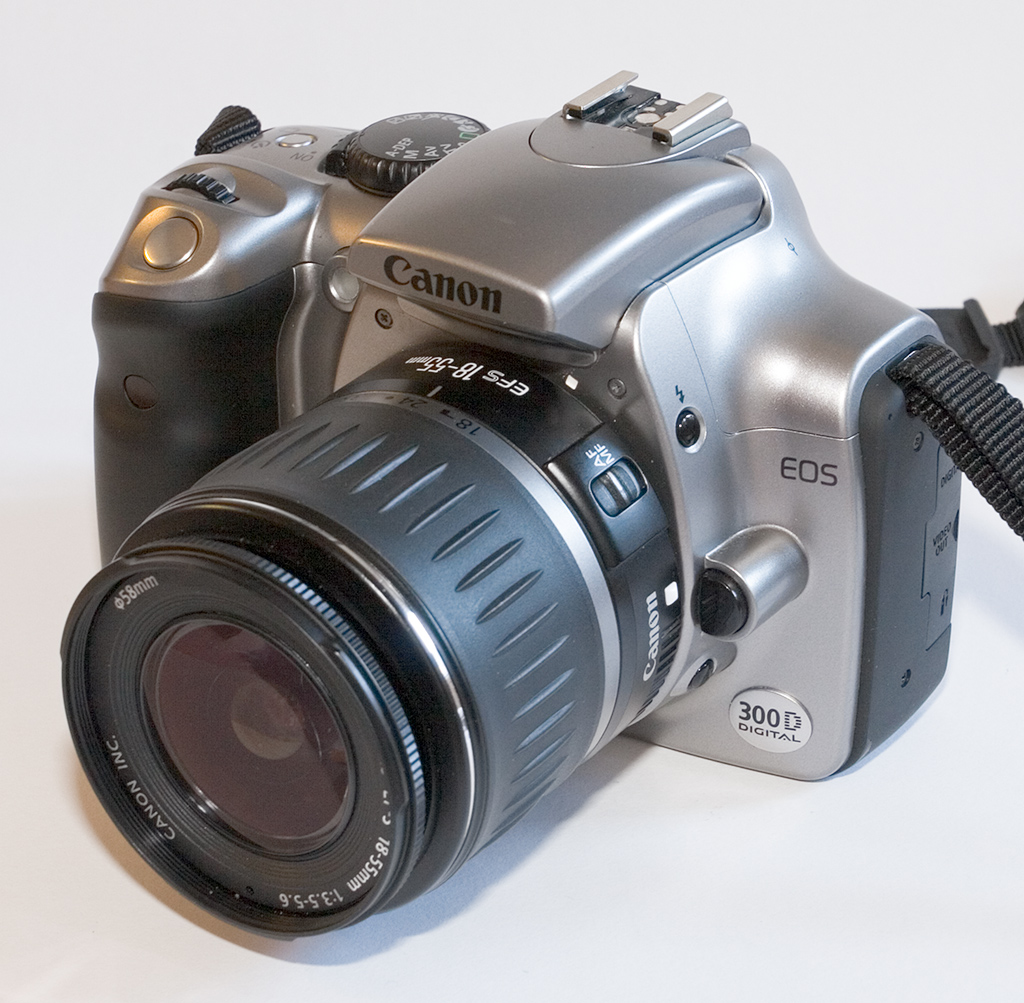
Canon EOS 300D

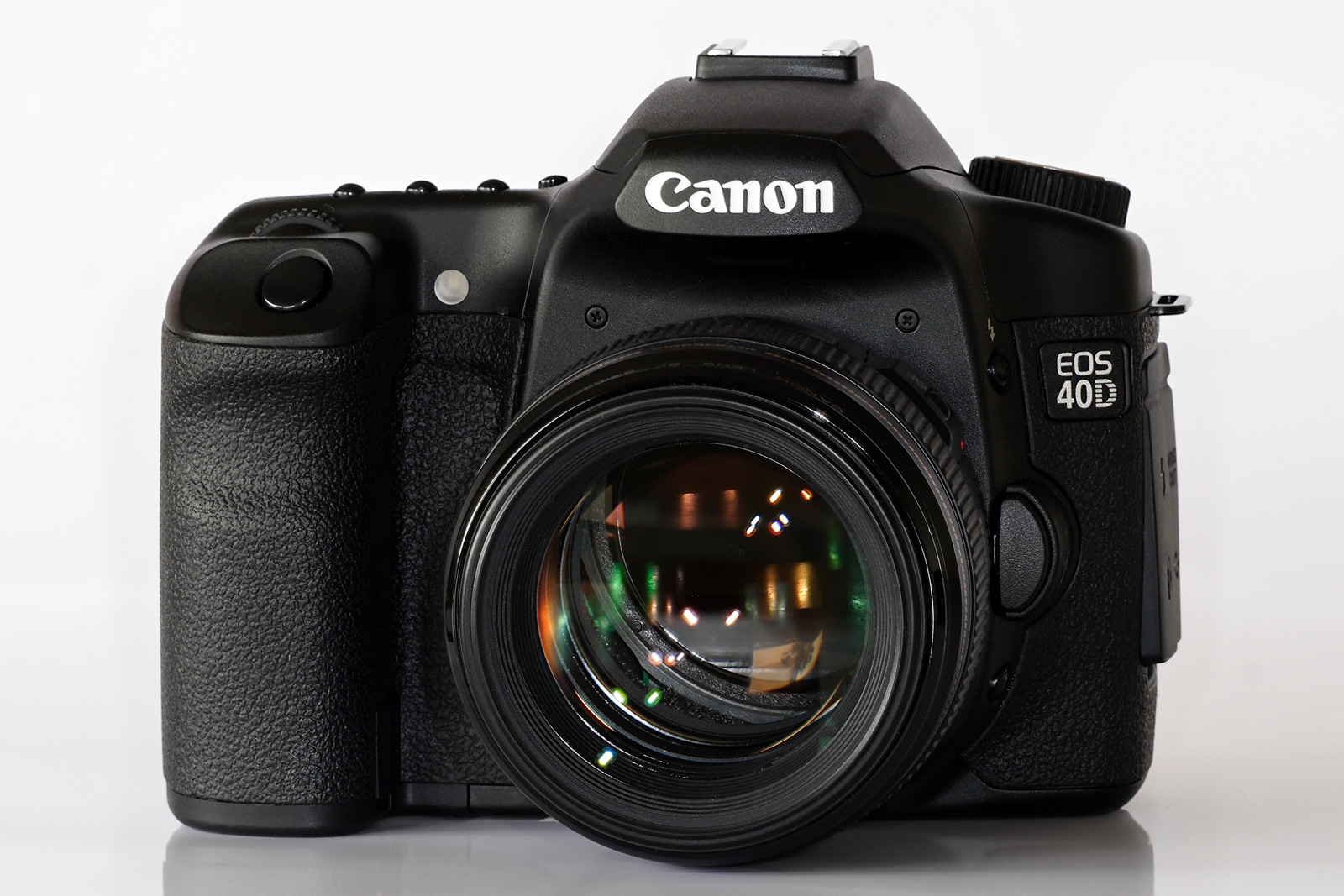
Canon EOS 40D

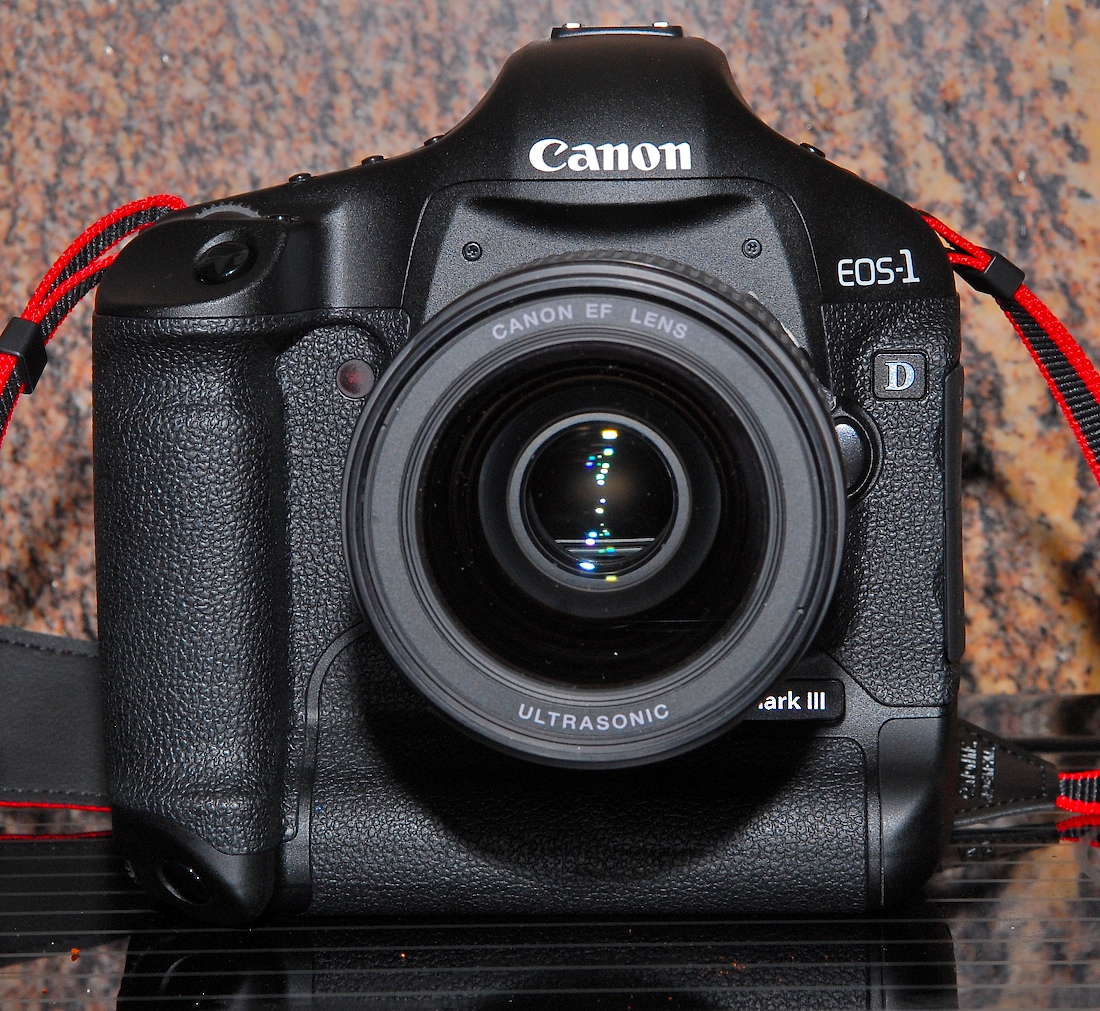
Canon EOS 1D Mark III

- EOS 1Ds Mark II, Q3 2004 – Q2 2007
- EOS 1Ds Mark III, Q3 2007 – Q2 2012
- EOS 1D X, Q3 2012 –
- EOS 1D C, Q4 2012 –

profesionální segment, APS-H
- EOS 1D, Q3 2001 – Q4 2003
- EOS 1D Mark II, Q1 2004 – Q3 2005
- EOS 1D Mark II N, Q4 2005 – Q4 2006
- EOS 1D Mark III, Q1 2007 – Q3 2009
- EOS 1D Mark IV, Q4 2009 – Q2 2012

pokročilý segment, full-frame
- EOS 5D, Q3 2005 – Q2 2008
- EOS 5D Mark II, Q3 2008 – Q4 2011
- EOS 5D Mark III, Q1 2012 –

pokročilý segment, APS-C
- EOS 7D, Q3 2009 –4Q 2014
- EOS 7D mark II 4Q 2014-

střední segment, full-frame
- EOS 6D, Q4 2012 –

střední segment, APS-C
- EOS D30, Q2 2000 – Q4 2001
- EOS D60, Q1 2002 – Q4 2002
- EOS 10D, Q1 2003 – Q2 2004
- EOS 20D, Q3 2004 – Q4 2005
- EOS 20Da, Q1 2005 – Q2 2006
- EOS 30D, Q1 2006 – Q2 2007
- EOS 40D, Q3 2007 – Q3 2008
- EOS 50D, Q4 2008 – Q2 2010
- EOS 60D, Q3 2010 –
- EOS 70D, Q2 2012 –

nejnižší segment, APS-C
- EOS 300D/Digital Rebel/Kiss Digital, Q3 2003 – Q4 2004
- EOS 350D/Digital Rebel XT/Kiss Digital N, Q1 2005 – Q2 2006
- EOS 400D/Digital Rebel XTi/Kiss Digital X, Q3 2006 – Q4 2007
- EOS 450D/Rebel XSi/Kiss X2, Q1 2008 – Q4 2008
- EOS 1000D/Rebel XS/Kiss F, Q2 2008 – Q4 2010
- EOS 500D/Rebel T1i/Kiss X3, Q1 2009 – Q4 2009
- EOS 550D/Rebel T2i/Kiss X4, Q1 2010 – Q4 2010
- EOS 600D/Rebel T3i/Kiss X5, Q1 2011 – Q1 2012
- EOS 1100D/Rebel T3/Kiss X50, Q1 2011 –
- EOS 650D/Rebel T4i/Kiss X6i, Q2 2012 – Q1 2013
- EOS 700D/Rebel T5i/Kiss X7i, Q2 2013 –
- EOS 100D/Rebel SL1/Kiss X7, Q2 2013 –

Označení Rebel se používá ve Spojených státech, označení Kiss se používá v Japonsku.

### Ostatní modely
Starší modely z 2. poloviny 90. let; spolupráce Canonu s firmou Kodak.
- Canon EOS DCS 3, červenec 1995
- Canon EOS DCS 1, prosinec 1995
- Canon EOS D2000/Kodak DCS 520, březen 1998
- Canon EOS D6000/Kodak DCS 560, prosinec1998

### Obrazové procesory
V září 2002 Canon Corporation vydala první digitální fotoaparát (byl to PowerShot G3) s procesorem DIGIC. Ten sestával ze tří čipů: na zpracování obrazu, zpracování videa a ovládání fotoaparátu.
Modely EOS bez procesoru DIGIC
- D30
- D60

Modely EOS s procesorem DIGIC
- 1D
- 1Ds
- 10D
- 300D

Modely EOS s procesorem DIGIC II
- 1D Mark II
- 1Ds Mark II
- 1D Mark II N
- 5D
- 20D
- 20Da
- 30D
- 350D
- 400D

Modely EOS s procesorem DIGIC III
- 1D Mark III
- 1Ds Mark III
- 40D
- 450D
- 1000D

Modely EOS s procesorem DIGIC 4
- 5D Mark II
- 1D Mark IV
- 50D
- 500D
- 550D
- 7D
- 60D
- 600D
- 1100D

Modely EOS s procesorem DIGIC 5 nebo 5+
- 6D
- 5D Mark III
- 650D
- 70D
- 700D
- 1D X
- 1D C
- 100D

Modely EOS s procesorem DIGIC 6 
- 750D
- 7D Mark II

Modely EOS s duálními procesory
- 1D Mark III
- 1Ds Mark III
- 1D Mark IV